# Грінфілд (Айова)
Грінфілд (англ. Greenfield) — місто (англ. city) в США, в окрузі Адер штату Айова, окружний центр. Населення — 2062 особи (2020).
У місті розташована будівля суду, яка була побудована у 1891 році, і входить до Національного Реєстру Історичних Пам'яток, а також Музей Авіації Айови і Зал Слави.

## Географія
Грінфілд розташований за координатами 41°18′20″ пн. ш. 94°27′33″ зх. д. / 41.30556° пн. ш. 94.45917° зх. д. (41.305599, -94.459151). За даними Бюро перепису населення США в 2010 році місто мало площу 4,70 км², уся площа — суходіл.

## Демографія
Згідно з переписом 2010 року, у місті мешкали 1982 особи в 894 домогосподарствах у складі 537 родин. Густота населення становила 422 особи/км². Було 1000 помешкань (213/км²).
Расовий склад населення:
| - 98,0 % — білих - 0,4 % — азіатів - 0,2 % — чорних або афроамериканців - 0,1 % — корінних американців |

До двох чи більше рас належало 0,7 %. Частка іспаномовних становила 2,2 % від усіх жителів.
За віковим діапазоном населення розподілялося таким чином: 22,4 % — особи молодші 18 років, 53,6 % — особи у віці 18—64 років, 24,0 % — особи у віці 65 років та старші. Медіана віку мешканця становила 45,2 року. На 100 осіб жіночої статі у місті припадало 91,5 чоловіків; на 100 жінок у віці від 18 років та старших — 88,8 чоловіків також старших 18 років.
Середній дохід на одне домашнє господарство становив 53 771 долар США (медіана — 41 823), а середній дохід на одну сім'ю — 71 486 доларів (медіана — 60 278). Медіана доходів становила 42 250 доларів для чоловіків та 35 774 долари для жінок. За межею бідності перебувало 12,4 % осіб, у тому числі 14,3 % дітей у віці до 18 років та 13,3 % осіб у віці 65 років та старших.
Цивільне працевлаштоване населення становило 987 осіб. Основні галузі зайнятості: освіта, охорона здоров'я та соціальна допомога — 21,6 %, виробництво — 16,3 %, роздрібна торгівля — 14,6 %.